# NGC 7154
NGC 7154 ist eine Balken-Spiralgalaxie vom Hubble-Typ SBm im Sternbild Piscis Austrinus am Südsternhimmel. Sie ist schätzungsweise 118 Millionen Lichtjahre von der Milchstraße entfernt.
Das Objekt wurde am 23. September 1834 von John Herschel entdeckt.